# Avengers Assemble (саундтрек)
Avengers Assemble: Music from and Inspired by the Motion Picture — музыкальный альбом с саундтреком к фантастическому боевику «Мстители» режиссёра Джосса Уидона.
В марте 2012 британская рок-группа Soundgarden на своей странице в Facebook объявила, что их первая за 15 лет новая песня под названием «Live to Rise» войдёт в саундтрек к фильму «Мстители». Индийская рок-группа Аgnee выпустила сингл «Hello Andheron», который был включен в индийскую версию фильма. В том же месяце Marvel выпустили полный трек-лист альбома Avengers Assemble, который был выпущен на Hollywood Records 1 мая 2012 года. В альбом также должна была быть включена кавер-версия песни AC/DC «Shoot to Thrill», исполненная группой Theory of a Deadman.

## Список композиций
| №   | Название                                    | Автор(ы)                                                              | Исполнитель             | Длительность |
| --- | ------------------------------------------- | --------------------------------------------------------------------- | ----------------------- | ------------ |
| 1.  | «Live to Rise»                              | Крис Корнелл                                                          | Soundgarden             | 4:40         |
| 2.  | «I'm Alive»                                 | Брент Смит, Эрик Басс, Дэйв Бассет                                    | Shinedown               | 3:39         |
| 3.  | «Dirt and Roses»                            | Тим Макилрот, Джо Принсипи, Брэндон Барнс, Зак Блэр                   | Rise Against            | 3:14         |
| 4.  | «Even If I Could»                           | Papa Roach, Джеймс Майкл                                              | Papa Roach              | 3:16         |
| 5.  | «Unbroken»                                  | Энди Бирсак, Джейкоб Питтс, Джереми Фергюссон, Блэр Дэли, Шон Биван   | Black Veil Brides       | 3:27         |
| 6.  | «Breath»                                    | Скотт Уайланд, Даг Грен                                               | Скотт Уайланд           | 3:17         |
| 7.  | «Comeback»                                  | Марк Каспризак, Уолли Гейджел, Ксэнди Барри                           | Redlight King           | 3:39         |
| 8.  | «Into the Blue»                             | Гевин Россдэйл                                                        | Bush                    | 4:15         |
| 9.  | «A New Way to Bleed» (Photek Remix)         | Эми Ли, Терри Балсамо                                                 | Evanescence             | 4:00         |
| 10. | «Count Me Out»                              | Фрэнки Перес, Дэйв Кушнер, Дэйв Уоррен, Скотт Шрайнер, Джои Кастиллио | PusherJones             | 4:37         |
| 11. | «Wherever I Go»                             | Джош Тодд, Кит Нельсон, Стив Дакани                                   | Buckcherry              | 4:13         |
| 12. | «From Out of Nowhere» (Faith No More кавер) | Билли Гулд, Родди Боттам                                              | Five Finger Death Punch | 3:23         |
| 13. | «Shake the Ground»                          | Cherri Bomb, Адам Уоттс, Гэннин Арнольд, Энди Додд                    | Cherri Bomb             | 2:40         |

| №   | Название          | Исполнитель | Длительность |
| --- | ----------------- | ----------- | ------------ |
| 14. | «Pistols at Dawn» | Kasabian    | 5:18         |

## Чарты
| Год  | Чарт                  | Позиция |
| ---- | --------------------- | ------- |
| 2012 | Canadian Albums Chart | 14      |